# Вилла Факканони
Вилла Джузеппе Факканони (итал. Villa Giuseppe Faccanoni) — причудливый памятник архитектуры стиля либерти (итальянского модерна), построенный в 1907 году архитектором Джузеппе Соммаругой в Сарнико (Ломбардия), недалеко от Бергамо. Вилла построена по заказу инженера и предпринимателя Джузеппе Факканони. Имела неофициальное название «маленькая вилла для холостяка» (villino per scapolо). В Сарнико находятся две другие виллы братьев Факканони: Вилла Пьетро Факканони (ныне Пассери) и Вилла Луиджи Факканони (местность Сурре), построенные тем же архитектором.

## Архитектура

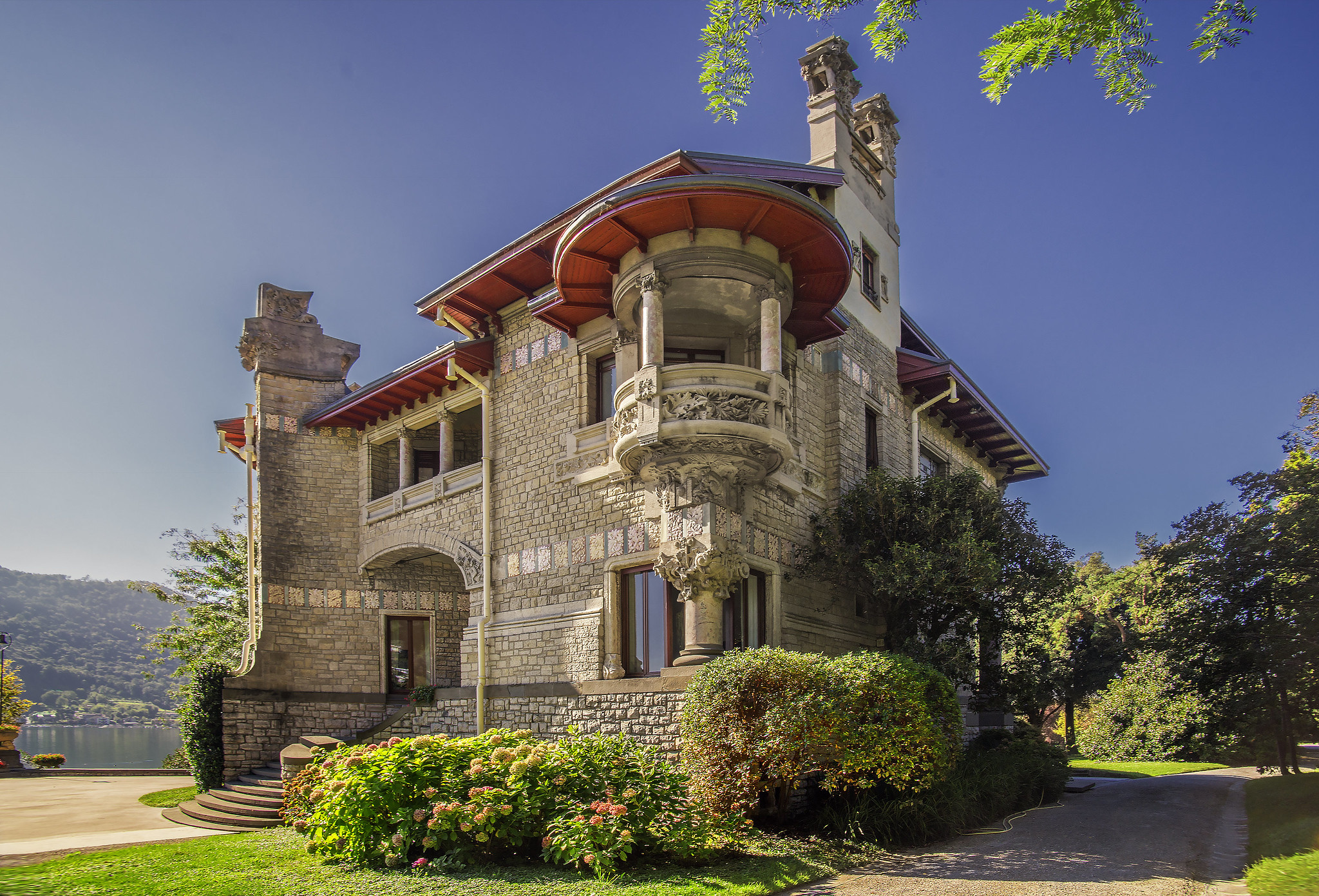
Вилла Факканони. 1907

Двухэтажное здание сложного асимметричного плана с мансардой, лоджией, террасами и угловым эркером высится на многоступенчатом лестничном подиуме. Главный вход обращён к озеру. Стены виллы облицованы натуральным камнем разных пород, лепным декором из цемента, созданным скульптором Эрнесто Баццаро, украшены терракотой и глазурованной керамикой.
Кованые перила и ворота главного входа с виа Венето создал знаменитый мастер стиля либерти Алессандро Маццукотелли. Внутри вилла представляет собой ряд функционально связанных комнат, расположенных на разных уровнях без коридоров.
Постройка считается шедевром архитектора Соммаруги и одним из важных памятников итальянской архитектуры этого периода. Необычная живописная планировка здания придают вилле вид корабля, стоящего на водах озера. На берегу есть причал для лодок, а в прошлом здесь был большой фонтан, который позднее убрали по техническим причинам.